# 达莉拉·穆罕默德
达莉拉·穆罕默德（Dalilah Muhammad，1990年2月7日—）是一名美国女子田径运动员，擅长400米栏。在2016年奥运会上，她以53.13秒的成绩赢得女子400米栏金牌。

## 外部連結
- 达莉拉·穆罕默德在国际奥林匹克委员会的资料
- 达莉拉·穆罕默德在的頁面
- 达莉拉·穆罕默德的Facebook專頁
- 达莉拉·穆罕默德的Instagram帳戶